# EinsatZ
『einsatZ』（アインザッツ）は、2020年11月25日に発売されたŹOOĻの1stアルバムである。豪華盤、初回限定盤、通常盤の3形態で発売される。また、初回生産分限定特典としてオリジナルフォトブック等が付属する。
本アルバムを発表したŹOOĻは、スマートフォン向けアプリケーションゲーム『アイドリッシュセブン』に登場するアイドルユニットの一つである。

## 楽曲背景
本作には「Poisonous Gangster」「LOOK AT…」など、シングルとして発表された曲のアルバムバージョンも収録されており、同バージョンではパフォーマーである棗巳波と御堂虎於のボーカルパートが追加されている。
巳波役の西山宏太朗は、アルバム収録前からこれらの楽曲において、コーラスやラップパートは一緒に歌っていたものの、自分があまりなじみのないK-POP寄りの雰囲気があったため、歌い方を模索したと満島エリオとのインタビューの中で話している。また、虎於を演じた近藤隆は、これらの楽曲のライブパフォーマンスにおいて煽ったりはしていたものの、レコーディングにおいては通用しないため、表現を変えたと話している。
亥清悠を演じる広瀬裕也は、自分は最初にレコーディングすることが多いとしたうえで、完成した曲を後で聞き、最初と雰囲気が変わっておどろいたと満島エリオとのインタビューの中で、話している。たとえば、自身がメインボーカルを務める「4-ROAR」の場合、他の3人の低い歌声やラップが入ることにより厚みが出ると述べている。
「Unbalance Shadow」は悠と巳波のデュエット曲であり、西山は難しかったと述べつつも、メインボーカルの悠ではなく、自分から入るところが挑戦的だったと述べている。広瀬も難しいと述べる一方、西山の後にレコーディングが行われたため歌いやすかったと話している。
ヒャダインこと前山田健一が制作した「ササゲロ -You Are Mine-」の歌詞は、女性を束縛する男性の視線で紡がれており、ナタリーの酒匂里奈はメンバーへのインタビューの中で、ユニット初のラブソングであることと、メンバーの悠が未成年者であるにもかかわらず、過激な歌詞で驚いたと話している。木村はキャラクターとしては歌詞の内容に共感できないとしつつも、気持ちよく歌いあげたいと酒匂とのインタビューの中で話している。木村も歌詞の内容に共感できないとしたうえで、「それ[かっこいいと思えること]ってなんでなんだろうと考えたときに、自信に満ちていて、なんの淀みもなくすごいセリフが言える芯の強さなんじゃないかなと。」と話している。また、近藤は歌詞の前半と後半で主人公の気持ちが変わる点が面白いと述べている。

## 収録曲
1. Generalpause（Instrumental）
作曲・編曲：JUVENILE
2. 4-ROAR
作詞：結城アイラ、作曲・編曲：JUVENILE
3. ZONE OF OVERLAP
作詞：結城アイラ、作曲・編曲：YASUSHI WATANABE
4. LOOK AT... -Album Edition-
作詞：結城アイラ、作曲・編曲：中土智博
5. Unbalance Shadow（歌：亥清悠（CV：広瀬裕也）・棗巳波（CV：西山宏太朗））
作詞：浦島健太、作曲・編曲：徳田光希
6. Drift driving（歌：狗丸トウマ（CV：木村昴）・御堂虎於（CV：近藤隆）[5]）
作詞：RYUICHI（OOPARTZ）、作曲・編曲：中土智博
7. ササゲロ -You Are Mine-
作詞・作曲・編曲：前山田健一[5]
8. Ache
作詞：結城アイラ、作曲・編曲：Jeff Miyahara・Kuraaki Hori
9. Poisonous Gangster -Album Edition-
作詞：結城アイラ、作曲・編曲：MEG.ME
10. Bang!Bang!Bang!
作詞：浦島健太、作曲・編曲：徳田光希
11. Attacca（Instrumental）
作曲・編曲：JUVENILE

## 評価
アニメイトタイムズの亥清悠の特集において、「ササゲロ -You Are Mine-」は、エッジのきいたサウンドと、狂愛じみた歌詞にどきりとしたと評価している。